# Клейтон (Нью-Мексико)
Клейтон (англ. Clayton) — город в штате Нью-Мексико (США). Административный центр округа Юнион. В 2010 году в городе проживали 2980 человек. Клейтон находился на тропе Санта-Фе вблизи гор Раббит-Иарс.
Город был основан сенатором США Стивеном Дорси из Арканзаса в 1886 году под именем Перико. Город был переименован в честь сына сенатора Клейтона в 1888 году.

## Географическое положение
По данным Бюро переписи населения США город имеет площадь 12,2 квадратных километров. Клейтон находится в северо-восточном углу Нью-Мексико около границы с Колорадо, Оклахомой и Техасом на пересечении шоссе 56, 412, 64 и 87.

## Население
| Год переписи | Нас. |  | %±     |
| ------------ | ---- |  | ------ |
| 1910         | 970  |  | —      |
| 1920         | 2157 |  | 122,4% |
| 1930         | 2518 |  | 16,7%  |
| 1940         | 3188 |  | 26,6%  |
| 1950         | 3515 |  | 10,3%  |
| 1960         | 3314 |  | −5,7%  |
| 1970         | 2931 |  | −11,6% |
| 1980         | 2968 |  | 1,3%   |
| 1990         | 2484 |  | −16,3% |
| 2000         | 2524 |  | 1,6%   |
| 2010         | 2980 |  | 18,1%  |
| 2018         | 2721 |  | −8,7%  |

По данным переписи 2010 года население Клейтона составляло 2980 человек (из них 59,3 % мужчин и 40,7 % женщин), в городе было 1025 домашних хозяйств и 623 семьи. Расовый состав: белые — 75,9 %. 51,1 % имеют латиноамериканское происхождение.
Население города по возрастному диапазону по данным переписи 2010 года распределилось следующим образом: 19,4 % — жители младше 18 лет, 3,3 % — между 18 и 21 годами, 60,7 % — от 21 до 65 лет и 16,6 % — в возрасте 65 лет и старше. Средний возраст населения — 39,0 лет. На каждые 100 женщин в Клейтоне приходилось 145,5 мужчин, при этом на 100 совершеннолетних женщин приходилось уже 154,6 мужчин сопоставимого возраста.
Из 1025 домашних хозяйств 60,8 % представляли собой семьи: 41,3 % совместно проживающих супружеских пар (14,3 % с детьми младше 18 лет); 13,9 % — женщины, проживающие без мужей и 5,7 % — мужчины, проживающие без жён. 39,2 % не имели семьи. В среднем домашнее хозяйство ведут 2,26 человека, а средний размер семьи — 2,89 человека. В одиночестве проживали 34,9 % населения, 16,2 % составляли одинокие пожилые люди (старше 65 лет).

## Экономика
В 2017 году из 2482 человек старше 16 лет имели работу 1075. При этом мужчины имели медианный доход в 40 771 доллар США в год против 37 830 долларов среднегодового дохода у женщин. В 2016 году медианный доход на семью оценивался в 38 704 $, на домашнее хозяйство — в 36 905 $. Доход на душу населения — 20 952 $ в год. 18,7 % от всего числа семей в Клейтоне и 20,4 % от всей численности населения находилось на момент переписи за чертой бедности.